# 오션월드
오션월드(Ocean World)는 대한민국 강원특별자치도 홍천군 서면 한치골길 262에 위치해 있는 워터파크이다. 또한 오션월드는 비발디파크 안에 위치해 있으며, 2006년 7월 5일에 개장했다.

## 놀이 시설

### 실외
오션월드는 각각 성인 손님들 뿐만이 아니라 가족단위의 손님도 많이 찾아주고 즐겨주기 때문에 실외에서는 아이들과 부모님이 같이 탈 수 있는 재미있는 어트랙션들과  커플 또는 친구들과 추억을 쌓기 위해 온 손님들은 실외에서 심장이 떨어질 듯한 무서운 어트랙션들 또한 이용할 수 있다.

### 익스트림존
파도풀 락카를 통해서 오면 가까이 보이는 시설. 과거에는 하이스피드 슬라이드와 패밀리 레프트 라이드도 익스트림존의 시설물이었다.
- 서핑 마운트(파도풀) : 매시 정각부터 40분까지는 큰 파도, 40~50분에는 작은 파도, 50분에서 정각까지는 휴식
- 익스트림 리버 : 120cm 이하 이용 불가, 120~130cm는 보호자 동반 시 이용 가능. 지정된 튜브만 이용 가능
- 슈퍼 익스트림 리버 : 130cm 이하 이용 불가, 지정된 튜브만 이용 가능
- 패밀리풀 : 키 100~150cm만 패밀리풀 내의 슬라이드 이용 가능
- 실외 키즈풀 - 만 7세 이하만 이용 가능

### 다이나믹존
2009년 개장. 휴가철에는 몬스터 블라스터가 예약제로 전환된다. 익스트림존에서 람세스 다리를 건너면 보이는 시설물이다.
- 자이언트 워터플렉스 : 80cm 이하 슬라이드 이용 불가
- 몬스터 블라스터 : 120cm 이하 이용 불가
- 슈퍼 부메랑고 : 120cm 이하 이용 불가

### 메가 슬라이드존
실외락카를 통해서 오면 가장 먼저 보이는 시설물. 여기 있는 시설물들은 모두 신장 120cm 이상만 이용 가능하다.
- 더블토네이도 - 기존 패밀리 레프트 슬라이드 자리에 건설
- 카이로 레이싱 - 특이하게 체중 90kg 이상은 탑승할 수 없으며, 1인용 매트 슬라이드이다.
- 슈퍼 S라이드
- 더블스핀 - 기존 하이 스피드 슬라이드 자리에 건설

### 실내
모든 시설이 실내 아쿠아존 하나에 몰려 있다.
- 실내파도풀 : 120cm 이하 보호자 동반
- 수영풀 : 캡모자 및 구명조끼 착용 불가
- 워터플렉스 : 120cm 이상 슬라이드 이용 불가
- 아쿠아풀
- 실내유수풀 : 120cm 이하는 보호자 동반
- 실외유수풀 : 실내유수풀과 이용제한 동일
- 튜브 슬라이드 : 120cm 이하 이용 불가
- 바디 슬라이드 : 120cm 이하, 90kg 이상 이용 불가
- 이벤트탕(노천탕)
- 타워풀

## 교통편
- 서울특별시, 인천광역시, 경기도 등지에서는 무료 셔틀버스를 이용해서 올 수 있으며 수도권 내 승차 지점은 76개이다. 보관됨 2018-10-13 - 웨이백 머신
- 자가용 이용 시, 남춘천 나들목에서 오는 것이 가깝다.

## 방송
- 2013년 7월 31일 방영한 관찰카메라 24시간에는 오션월드가 나왔다. 촬영팀은 오션월드가 폐장하는 오후 10시 이후에 고생하는 안전요원들의 업무 정리 및 퇴근하는 모습 촬영을 진행했다.

## 사건사고
2015년 여름 남성에게 의뢰를 받은 여성이 오션월드 여성 탈의실에서 섹시한 여성을 모자이크 없이 불법 촬영해서 불특정 다수의 여성들이 탈의,샤워,신체가 노출 당해서 경찰이 체포 했다. 검찰은 강씨에게 징역7년을, 최씨에게 징역5년을 구형했다.
2016년 1월 14일, 1심 수원지법에서 성폭력범죄의 처벌 등에 관한 특례법 위반 혐의로 구속기소된 강 모 씨(33)와 최 모 씨(26)에 대해 각각 징역 4년 6개월과 징역 3년 6개월을 선고했다.